# 義烏 - 倫敦鐵路線
義烏 - 倫敦鐵路線是一條從中國義烏到英國倫敦的貨運鐵路線，全程12,451公里，為全球第2長的鐵路，比西伯利亞鐵路還要長，只比中國另一條「義新歐」鐵路短約1000公里。該鐵路線是中歐班列、新亞歐大陸橋和中國提倡現代絲綢之路的一部分，是中國到歐洲的幾條長途貨運鐵路線之一，於2017年1月1日開通，使倫敦成為第15個與中國有鐵路銜接的歐洲城市，耗時共18天。
貨運鐵路從上海以南300公里的貿易中心義烏出發，途經9個國家：中國、哈薩克斯坦、俄羅斯、白俄羅斯、波蘭、德國、比利時、法國及英國。為了到達英國，這條路線穿過法國和英國之間的英吉利海峽隧道。
義烏-倫敦鐵路項目是中國最高領導人習近平「一带一路」倡議的一部分，旨在加強中國與其他國家的貿易聯繫，並重振過去的絲綢之路。

## 換軌
全鐵路線存在兩次換軌︰第一次是從中國到哈薩克斯坦後，由國際標準軌換成俄羅斯及前蘇聯成員國常用的5英尺軌。第二次是從白俄羅斯穿越到波蘭時回到標準軌距。

## 貨運時間
儘管需要途中進行兩次換軌，但行程僅需18天即可完成。比之下，一艘大型貨船從東亞到北歐需要大約30-45天的航程。

## 另見
- 中歐班列
- 新亞歐大陸橋
- 一带一路